# Lissonota amphithyris
Lissonota amphithyris là một loài tò vò trong họ Ichneumonidae.